# Missael Espinoza
Missael Espinoza (* 12. April 1965 in Tepic, Nayarit) ist ein ehemaliger mexikanischer Fußballspieler, der meistens im Mittelfeld zum Einsatz kam.
Im Laufe seiner Karriere spielte Espinoza für die mexikanischen Vereine CF Monterrey (1984–1993 sowie 2004/05), CD Guadalajara (1993–1997), Club León (1997/98 und 2000–2002), Necaxa (1998–1999), Querétaro FC (2002/03) und Trotamundos Tijuana (2003) sowie San José Clash (1996), einen Verein der Major League Soccer in den USA.
Sein Länderspieldebüt gab Espinoza am 17. April 1990 gegen Kolumbien (2:0). Insgesamt absolvierte er 41 Länderspiele, in denen er vier Tore erzielte. Missael Espinoza gehörte auch zum Kader der mexikanischen Nationalmannschaft bei der WM 1994, bei der er jedoch nicht zum Einsatz kam. Ein Jahr später gehörte er auch zum Kader bei der Copa América 1995.

## Erfolge
- Mexikanischer Meister: México 86 (mit Monterrey), Verano 97 (mit Guadalajara), Invierno 98 (mit Necaxa)